# 小行星1478
小行星1478（1478 Vihuri）是一颗围绕太阳公转的小行星。1938年2月6日，爾約·維薩拉在图尔库发现了此天体。
該小行星以芬蘭船主及藝術與科學贊助人A·維胡里（A. Vihuri）命名。
这颗小行星的绝对星等为161.4353942287813等。